# Heath Ledger: A Tribute
Heath Ledger: A Tribute è un mediometraggio documentario del 2009 diretto da Chip Taylor, sull'attore Heath Ledger, scomparso l'anno precedente.

## Trama
Il documentario commemora la carriera cinematografica dell'attore australiano Heath Ledger, morto improvvisamente prima dei trent'anni a New York il 22 gennaio 2008, ripercorrendo i personaggi e i film a cui ha preso parte, come il cowboy bisessuale Ennis Del Mar ne I segreti di Brokeback Mountain e il ruolo del supercattivo Joker ne Il cavaliere oscuro. Nel docufilm è possibile sentire le interviste e le opinioni di Heath sulle luci della ribalta e sui riconoscimenti del mondo dello spettacolo, insieme alle testimonianze sui suoi ruoli e sulla sua personalità da parte di colleghi quali Christian Bale, Aaron Eckhart, Maggie Gyllenhaal e molti altri.